# ¿Por qué no se van?
«¿Por qué no se van?» es la segunda pista y el último sencillo promocional del álbum Pateando piedras (1986) del grupo chileno Los Prisioneros.

## Canción
La letra de la canción puede tener dos lecturas. Una, puede ser una crítica sarcástica a ciertos sectores sociales de la época (en especial los círculos que organizaron el golpe militar de 1973) que se quejaban del «atraso» cultural del país en relación con los países desarrollados, incitándolos a abandonar literalmente el país para que dejen a los nacionales forjar un destino propio con raíces locales.

El arte chileno siempre ha sido representado por el barrio alto, los pintores, los músicos, son puros huevones paltones que no entienden nada. Todo es malo. Los pintores están haciendo unas pinturas súper europeas y antiguas, se quedaron con el [arte] pop que nació el año 50.

¿Y en literatura?

No sé, pero los apellidos de los tipos —Huneeus, Rosasco—, ¿cómo no va a dar asco leer esos apellidos? Ellos no tienen la culpa, pero que se queden callados, que se vayan a sus países de origen, que se queden en Europa, si no son chilenos ni europeos. Igual que los escritores argentinos, son todos súper arribistas e intelectuales. Todos esos tipos que no son González ni Pérez ni Tapia deberían echarse el pollo o quedarse callados acá, dándose cuenta que son la minoría del país. No sé por qué tienen que abanderar Chile a nombre de sus escritos y su cultura. Nada que ver esa cultura con esta de acá.
Jorge González, entrevista concedida a la revista En la Punta del Cerro (editada por Café del Cerro), agosto de 1986

La segunda lectura, menos probable, sería la existencia de un genuino deseo de Jorge González de vivir en el extranjero. Esto tendría cierto asidero en el hecho que desde mediados de los años noventa ha fijado su residencia en ciudades como Nueva York o Berlín, desde donde critica el acontecer nacional y su mediocridad.

## Versiones
Para el disco Tributo a Los Prisioneros (2000), Florcita Motuda grabó una versión hardcore punk titulada «Mejor yo me voy del país», en la que cambia totalmente la letra y el enfoque original de la canción.
Esta versión fue interpretada por Florcita Motuda durante el concierto homenaje a González celebrado en Movistar Arena en noviembre de 2015.
La canción también fue tocada en vivo por la cantautora argentina Mercedes Sosa a dúo con Jorge González. En esta versión, la estrofa «si tu apellido no es González ni Tapia» es cambiada por «si tu apellido no es González ni Sosa».

## Video
Existe un vídeo no oficial que fue filmado en el programa chileno Top Video en 1986.

## Músicos
- Jorge González - voz principal y coros, bajo
- Claudio Narea - guitarra eléctrica y coros
- Miguel Tapia - caja de ritmos y coros